# Basilosauridae
Los basilosáuridos (Basilosauridae) son una familia extinta de cetáceos arqueocetos que existieron desde finales del Eoceno Medio hasta principios del Eoceno Superior en todos los continentes incluida la Antártida. Se cree que fueron los primeros cetáceos completamente acuáticos y que dieron origen a los cetáceos modernos.

## Características
El tamaño de los basilosaúridos variaba desde 4 metros en Saghacetus osiris y 16 metros en Basilosaurus cetoides. Como todos los arqueocetos carecían del desplazamiento hacia la parte posterior de los huesos faciales y craneales presente en los misticetos y odontocetos modernos. Adicionalmente eran difiodontos (tenían dos generaciones de dientes, deciduales y definitivos) y heterodontos, con los incisivos, caninos y molares fácilmente discernibles. Los basilosaúridos también poseían alguna características que los diferenciaban de los otros arqueocetos. Todos carecían del tercer molar superior, las extremidades anteriores tenían un tamaño reducido y carecían de contacto con la columna vertebral y carecían de vértebras sacras.

## Taxonomía
- Familia Basilosauridae[2]
  - Género Tutcetus[3]
  - Subfamilia Basilosaurinae
    - Género Basilosaurus
    - Género Basiloterus

  - Subfamilia Dorudontinae
    - Género Ancalecetus
    - Género Chrysocetus
    - Género Cynthiacetus
    - Género Dorudon
    - Género Masracetus
    - Género Ocucajea
    - Género Pontogeneus
    - Género Saghacetus
    - Género Stromerius
    - Género Supayacetus
    - Género Zygorhiza

  - Subfamilia Pachycetinae
    - Género Antaecetus
    - Género Perucetus
    - Género Platyosphys